# Wereldrestaurant Puur
Wereldrestaurant Puur is een restaurant in Emmen. Het restaurant opende op 1 april 2015 en heeft 600 stoelen.
1. ↑  Anne-Marie, Wereldrestaurant Puur Emmen. My happy kitchen & lifestyle (27 november 2015). Geraadpleegd op 19 augustus 2025.